# 中岭乡 (海东市)
中岭乡，是中华人民共和国青海省海东市乐都区下辖的一个乡镇级行政单位。

## 行政区划
中岭乡下辖以下地区：
业善洼村、马家洼村、泉沟村、上岭村、平顶村、梅家洼村、中岭村、甘沟脑村、草场村、吴家洼村、平坦村、铲铲洼村和大水泉村。